# Garcinia nigrolineata
Garcinia nigrolineata är en tvåhjärtbladig växtart som beskrevs av Jules Émile Planchon och T. Anders.. Garcinia nigrolineata ingår i släktet Garcinia och familjen Clusiaceae. Inga underarter finns listade i Catalogue of Life.